# Abbott-Detroit

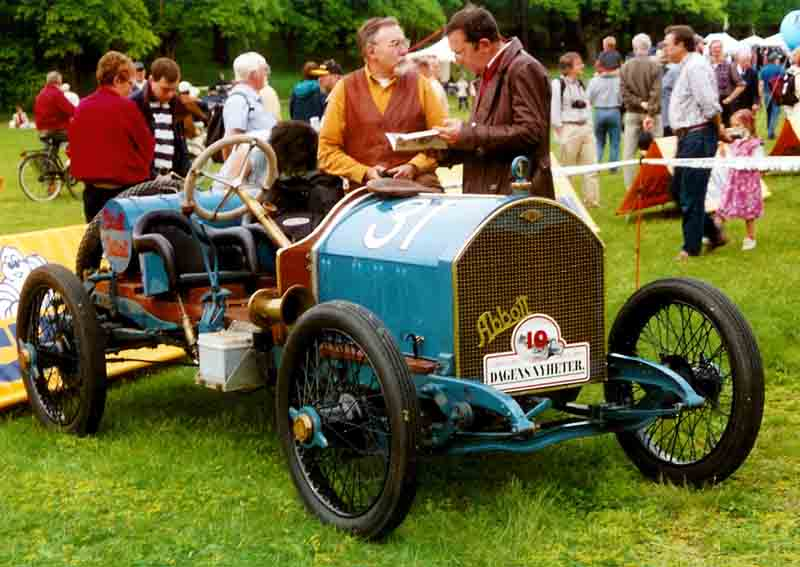
Abbott-Detroit Modell B (1911)

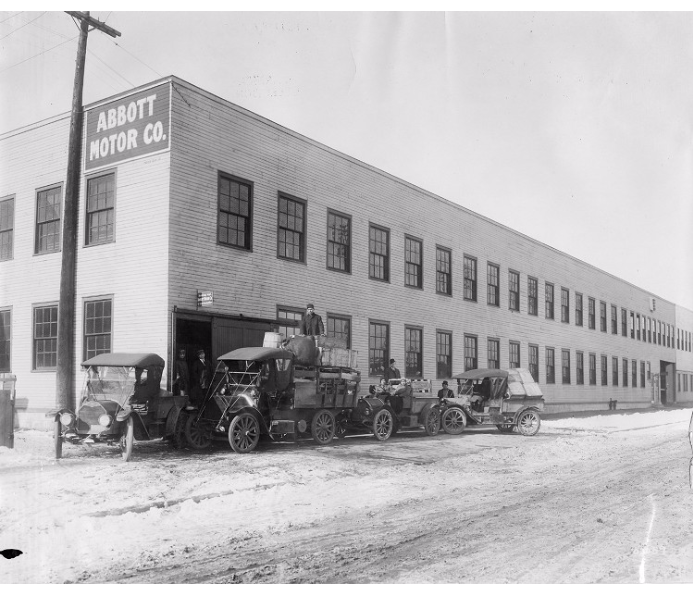
Gebäude des Herstellers (1912)

Schriftzug

Abbott-Detroit war eine US-amerikanische Automarke, die von 1909 bis 1916 existierte. Von 1917 bis 1918 wurde der Markenname Abbott verwendet.

## Hersteller
Von 1909 bis 1915 stellte die Abbott Motor Car Company aus Detroit in Michigan die Fahrzeuge her. 1915 folgte die Umbenennung in Consolidated Car Company. Von 1917 bis 1918 war The Abbott Corporation aus Cleveland in Ohio der Hersteller.

## Fahrzeuge
Die Luxusautomobile galten als leistungsfähig und gut konstruiert. Viele waren mit einem Vier- oder Sechszylindermotor von der Continental Motors Company ausgestattet. Außerdem werden Achtzylindermotoren von Herschell-Spillman genannt. Ab 1913 gab es serienmäßig elektrische Beleuchtung und einen elektrischen Anlasser.
1916 hatte die Fertigung 15–20 Autos pro Tag erreicht, sodass die Firma von Detroit auf ein größeres Gelände in Cleveland (Ohio) umziehen musste. Dieser Umzug aber strapazierte die Finanzen von Abbott zu sehr, sodass sie im April 1918 in Konkurs gingen.

## Modelle
| Modell | Bauzeitraum | Zylinder | Leistung       | Radstand | Aufbauten |
| ------ | ----------- | -------- | -------------- | -------- | --- |
| A      | 1909–1910   | 4 Reihe  | 30 bhp (22 kW) | 2794 mm  | Tourenwagen 5 Sitze |
| B      | 1911–1912   | 4 Reihe  | 30 bhp (22 kW) | 2794 mm  | Roadster 2 Sitze, Coupé 2 Türen, Demi-Tonneau, Demi-Tourer, Tourenwagen 5 Sitze                                            |
| C      | 1912        | 4 Reihe  | 44 bhp (32 kW) | 3048 mm  | Demi-Tonneau, Tourenwagen 7 Sitze, Limousine 4 Türen                                                                       |
| 34-40  | 1913        | 4 Reihe  | 40 bhp (29 kW) | 2946 mm  | Roadster 2 Sitze, Coupé 2 TürenTourenwagen 5 Sitze                                                                         |
| 44-50  | 1913        | 4 Reihe  | 50 bhp (37 kW) | 3073 mm  | Battleship Roadster 2 Sitze, Demi-Tonneau, Tourenwagen 7 Sitze, Limousine 4 Türen                                          |
| K      | 1914        | 4 Reihe  | 40 bhp (29 kW) | 2794 mm  | Roadster 2 Sitze, Coupé 2 Türen, Tourenwagen 5 Sitze                                                                       |
| L      | 1914–1915   | 4 Reihe  | 50 bhp (37 kW) | 3073 mm  | Roadster 2 Sitze, Demi-Tonneau, Tourenwagen 7 Sitze, Limousine 4 Türen                                                     |
| F      | 1914–1915   | 6 Reihe  | 60 bhp (44 kW) | 3302 mm  | Roadster 2 Sitze, Tourenwagen 5/7 Sitze, Limousine 4 Türen                                                                 |
| 6-44   | 1916–1918   | 6 Reihe  | 44 bhp (32 kW) | 3099 mm  | Runabout 2 Sitze, Sportroadster 2 Sitze, Roadster 4 Sitze, Coach 3–4 Sitze, Tourenwagen 7 Sitze, Touring-Limousine 4 Türen |
| 8-80   | 1916        | 8 Reihe  | 80 bhp (59 kW) | 3073 mm  | Renn-Roadster 2 Sitze, Tourenwagen 7 Sitze                                                                                 |

Die Preise lagen zwischen 1700,– US$ für den Roadster und 3050,– US$ für die Limousine.

## Produktionszahlen
| Jahr  | Produktionszahl |
| ----- | --------------- |
| 1909  | 1113            |
| 1910  | 1318            |
| 1911  | 1516            |
| 1912  | 1817            |
| 1913  | 1613            |
| 1914  | 1210            |
| 1915  | 1316            |
| 1916  | 1412            |
| 1917  | 617             |
| 1918  | 312             |
| Summe | 12244           |

Quelle: